# Bell 412
Bell 412 là một máy bay trực thăng đa dụng động cơ đôi thuộc gia đình Huey sản xuất bởi Bell Helicopter. Trực thăng này được phát triển từ mẫu Bell 212, với khác biệt chính là ở rotor chính bốn cánh quạt bằng composite.

## Thiết kế và phát triển
Công việc thiết kế bắt đầu vào cuối thập niên 1970 với hai chiếc Bell 212 được chuyển đổi thành mẫu thử nghiệm 412. Một rotor chính bốn cánh quạt tân tiến với đường kính nhỏ hơn được thay thế trên mẫu 212. Mẫu thử nghiệm Bell 412 cất cánh lần đầu vào tháng 8 năm 1979. Model ban đầu được cấp chứng nhận vào tháng 1 năm 1981 và việc bàn giao máy bay bắt đầu ngay sau đó.
Model 412 được tiếp nối bởi phiên bản 412SP (Special Performance) với bình nhiên liệu dung tích lớn hơn, trọng lượng cất cánh lớn hơn và ghế ngồi tùy chọn. Năm 1991, phiên bản 412HP (High Performance) với cải thiện việc truyền động đã thay thế phiên bản SP trên dây chuyền sản xuất. Phiên bản đang được sản xuất hiện tại 412EP (Enhanced Performance), được trang bị hệ thống điều khiển bay digital tự động. Năm 2013 Bell giới thiệu phiên bản 412EPI được lắp điều khiển động cơ điện tử (FADEC) với động cơ nâng cấp PT6T-9 và hệ thống hiển thị buồng lái tương tự như Model 429. Ngoài ra còn có hệ thống định vị màn hình cảm ứng Garmin và BLR Strake và Fast Fin nâng cấp giúp tăng khả năng bay tại chỗ trên không.
Hơn 700 chiếc của Model 412 (bao gồm 260 chiếc sản xuất bởi AgustaWestland) đã được xuất xưởng.

## Biến thể

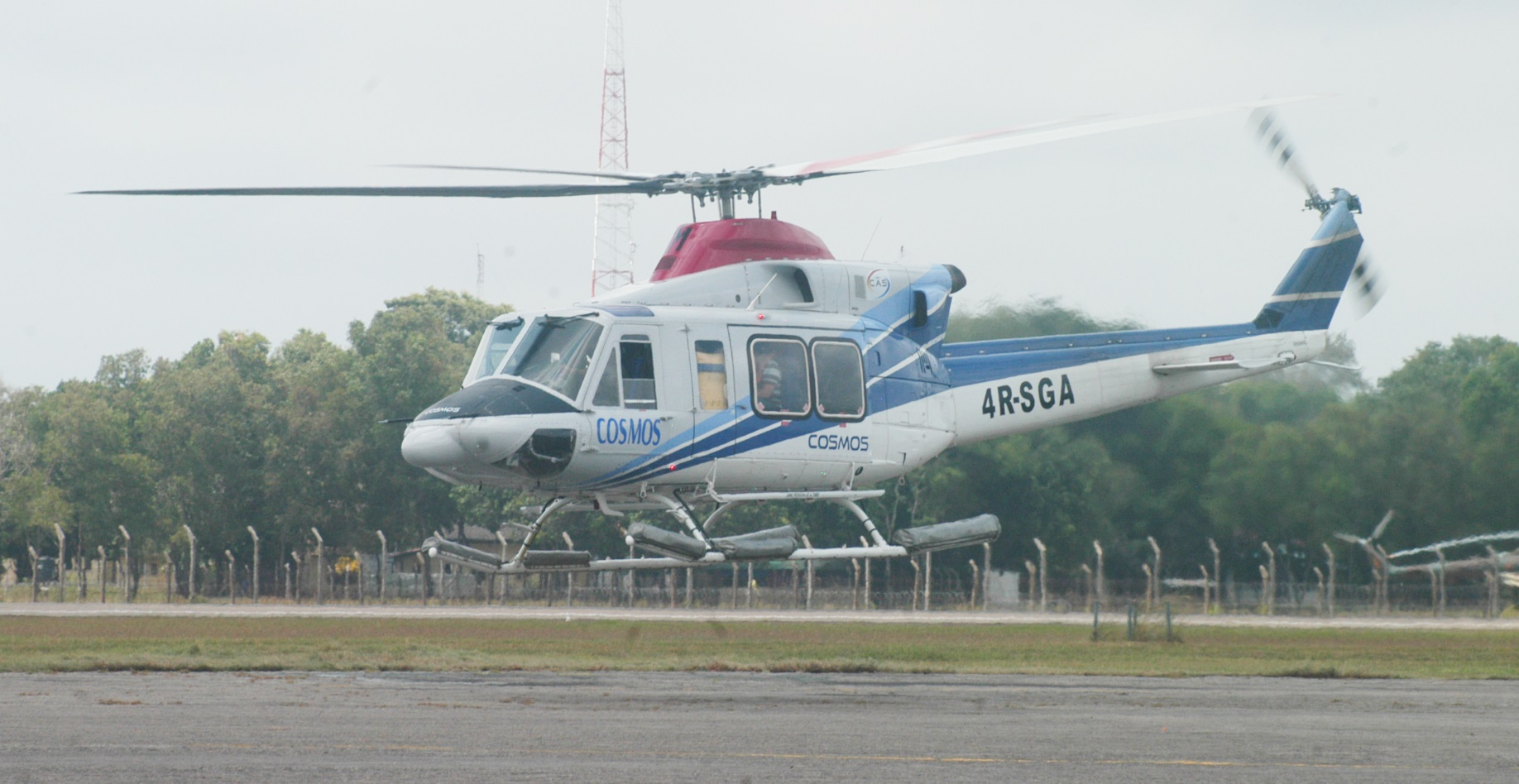
Bell 412EP (offshore configuration) test flight at Ratmalana Airport

Bell 412Model tiêu chuẩn với P&WC PT6T-3B
Bell 412SPPhiên bản Special Performance với động cơ P&WC PT6T-3BF
Bell 412HPPhiên bản High performance với động cơ P&WC PT6T-3BG or -3D
Bell 412EPPhiên bản Enhanced performance với động cơ P&WC PT6T-3DF
Bell 412EPIPhiên bản buồng lái bằng kính với động cơ P&WC PT6T-9 điều khiển bằng điện tử
Bell 412CF (CH-146 Griffon)100 custom-built utility transport helicopters for the Canadian Forces, based on 412EP and designated by Bell as 412CF
Bell Griffin HT1Advanced training helicopter based on the Bell 412EP, operated by the Royal Air Force (RAF) since 1997 as an advanced flying trainer. Operated by the Defence Helicopter Flying School at RAF Shawbury and the Search and Rescue Training Unit at RAF Valley.
Bell Griffin HAR2Search and Rescue helicopter based on the Bell 412EP, operated by No. 84 Squadron RAF since 2003 at RAF Akrotiri in Síp.
Agusta-Bell AB 412Civil utility transport version, built under license in Italy by Agusta.
Agusta-Bell AB 412EPPhiên bản Bell 412EP sản xuất bởi Italy.
Agusta-Bell AB 412 GrifonePhiên bản chở lính, được sản xuất theo giấy phép bởi công ty Agusta của Italy.
Agusta-Bell AB 412 CRESOPhiên bản sản xuất bởi Italy, được gắn thêm radar quan sát mặt đất.
NBell 412Phiên bản của Indonesia IPTN' được cấp phép từ Bell 412
Panha 412EPIranian domestically reverse-engineered version of AB 412EP, which has been in use with Iranian military. 4 of these variant were introduced at ngày 8 tháng 10 năm 2016 by Red Crescent of Iran.

## Bên vận hành

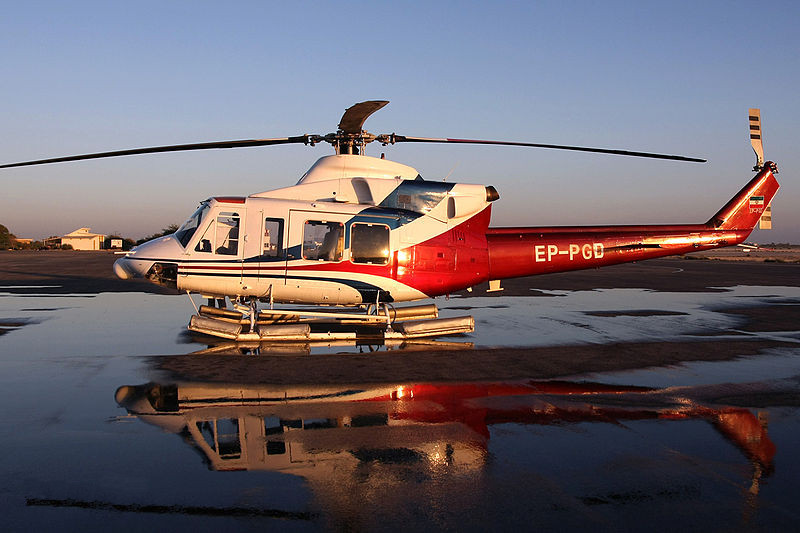
A Bell 412 of PASCO teaching pilot institute in 2012 Iran Kish Air Show

Bell 412 được những nhà khai thác dân sự và thương mại sử dụng. Nó đặc biệt phổ biến trong ngành khai thác dầu khi, quân sự và các lực lượng hành pháp.

### Quân sự
Algérie
- Không lực Algeri[5]

 Argentina
- Không lực Argentine[5][6]

 Botswana
- Botswana Defence Force[5]

 Cameroon
- Không lực Cameroon[5]

 Canada
- Canadian Coast Guard
- Royal Canadian Air Force

 Chile
- Chilean Air Force[5]

 Colombia
- Colombian Navy[5]

 Cộng hòa Dominica
- Dominican Air Force (2 on order)[5]

 El Salvador
- Air Force of El Salvador[5]

 Eritrea
- Eritrean Air Force[5]

 Ghana
- Không lực Ghana[5]

 Guatemala
- Guatemalan Air Force [5]

 Guyana
- Guyana Defence Force[5]

 Honduras
- Honduran Air Force[5]

 Indonesia
- Indonesian Army[5]
- Hải quân Indonesia[5]

 Ý
- Italian Army[5]

 Jamaica
- Jamaica Defence Force[5]

 Nhật Bản

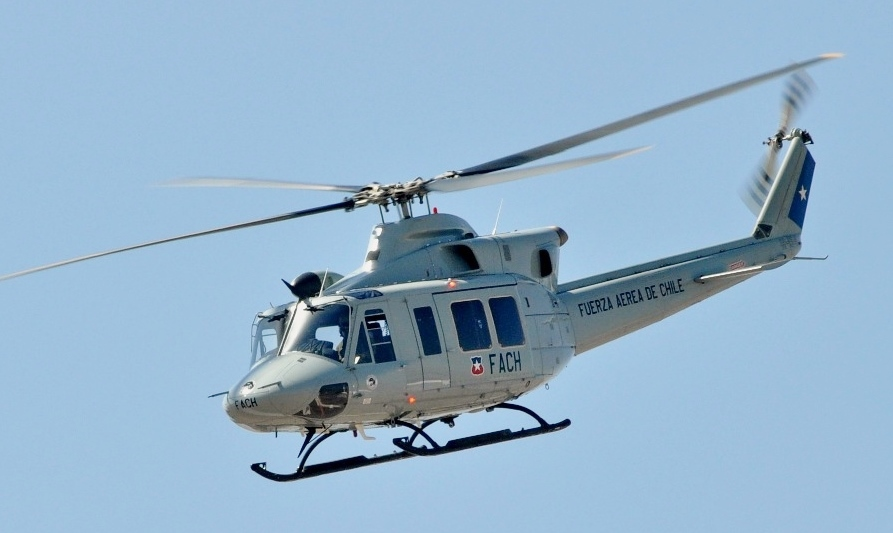
Chilean Air Force Bell 412

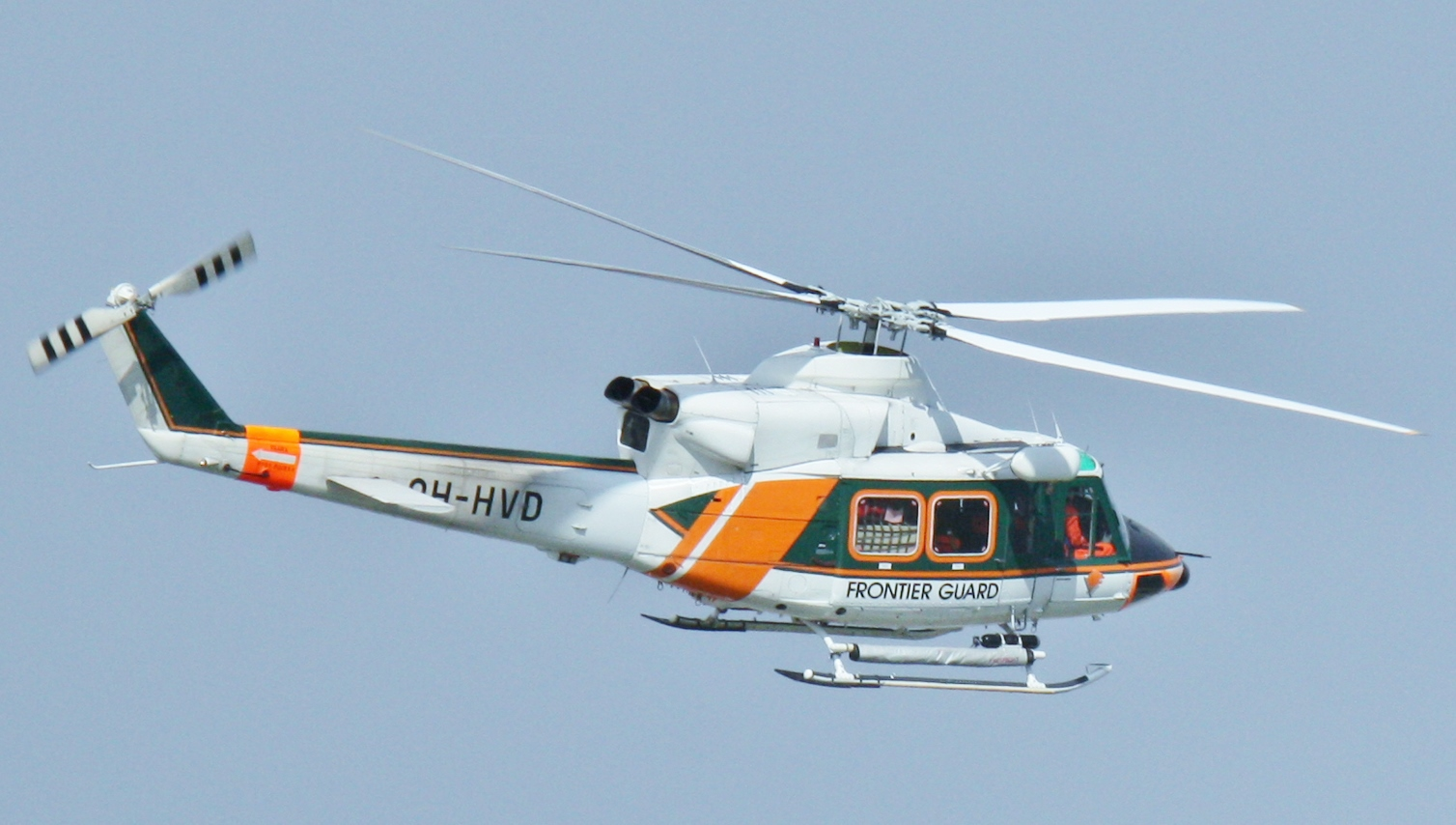
A Finnish Frontier Guard Agusta Bell AB-412

- Japan Ground Self-Defense Force (future user)[7][8][9][10]

 Lesotho
- Lesotho Defence Force[5]

 México
- Mexican Air Force[5]

 Montenegro
- Ministry of Defence - Three EPI on order from Canada as part of modernization efforts.[11][12]

 Maroc
- Royal Moroccan Navy — two to be delivered in 2018

 Hà Lan
- Royal Netherlands Air Force[5]

 Nigeria
- Nigerian Air Force — two seized by Nigerian Customs Service handed over to Nigerian Air Force[13][14]

 Na Uy
- Royal Norwegian Air Force[5]

 Pakistan
- Pakistan Air Force[5]
- Pakistan Army[5]

 Panama
- Panamanian Public Forces[5]

 Perú
- Peruvian Air Force[5]
- Peruvian Navy

 Philippines
- Philippine Air Force [15]

 Ả Rập Xê Út
- Royal Saudi Air Force[5]

 Slovenia
- Slovenian Air Force[5]

 Hàn Quốc
- South Korean Air Force[5]
- Coast Guard[16][17]

 Sri Lanka
- Sri Lanka Air Force[5]

 Thái Lan
- Royal Thai Air Force[5]
- Royal Thai Police[18]

 Thổ Nhĩ Kỳ
- Turkish Coast Guard[19]

 UAE
- United Arab Emirates Air Force[5]

 Anh Quốc
- Royal Air Force[5]

 Uruguay

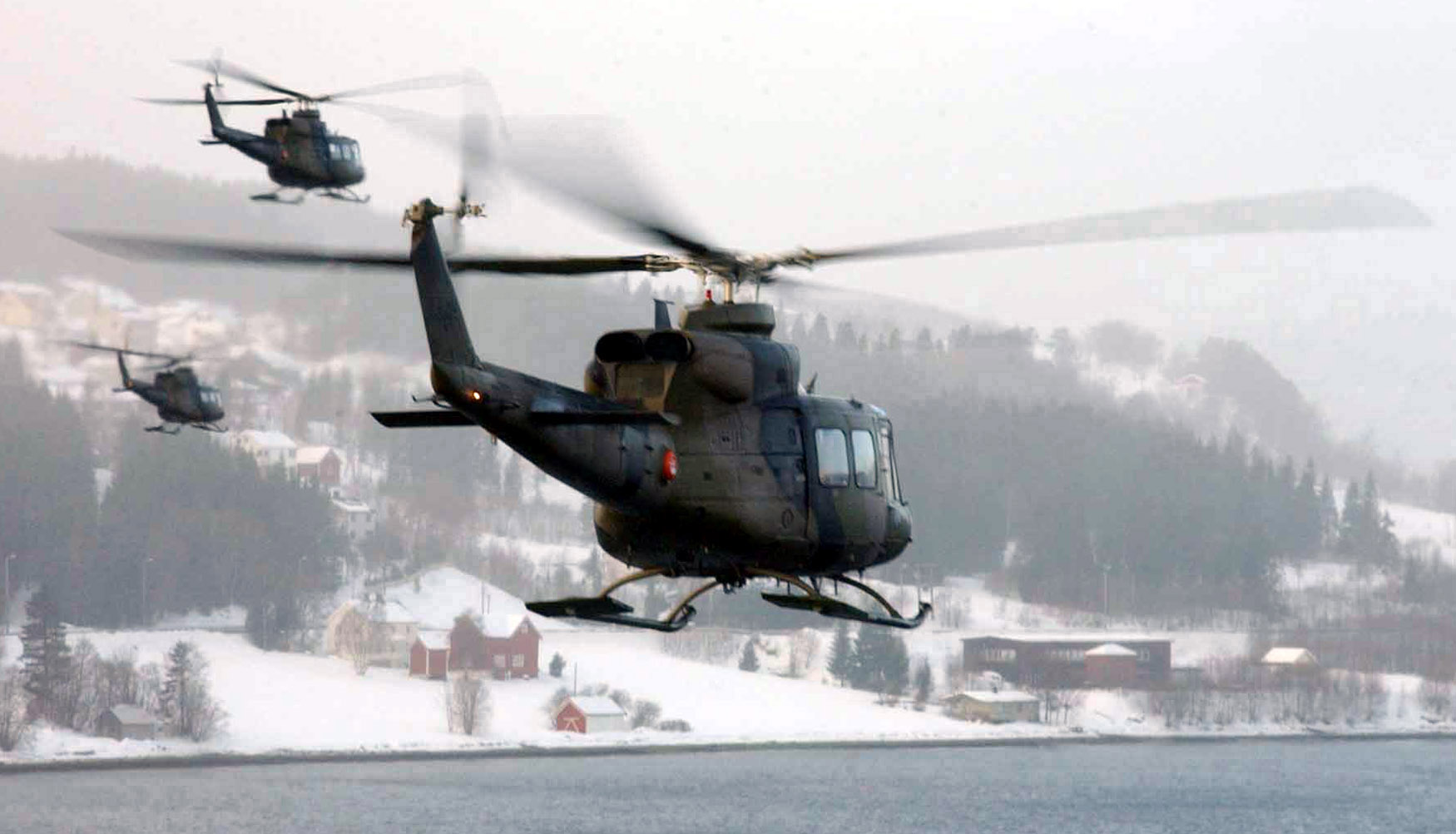
Norwegian Bell 412SP helicopters taking part in the NATO exercise Strong Resolve 2002

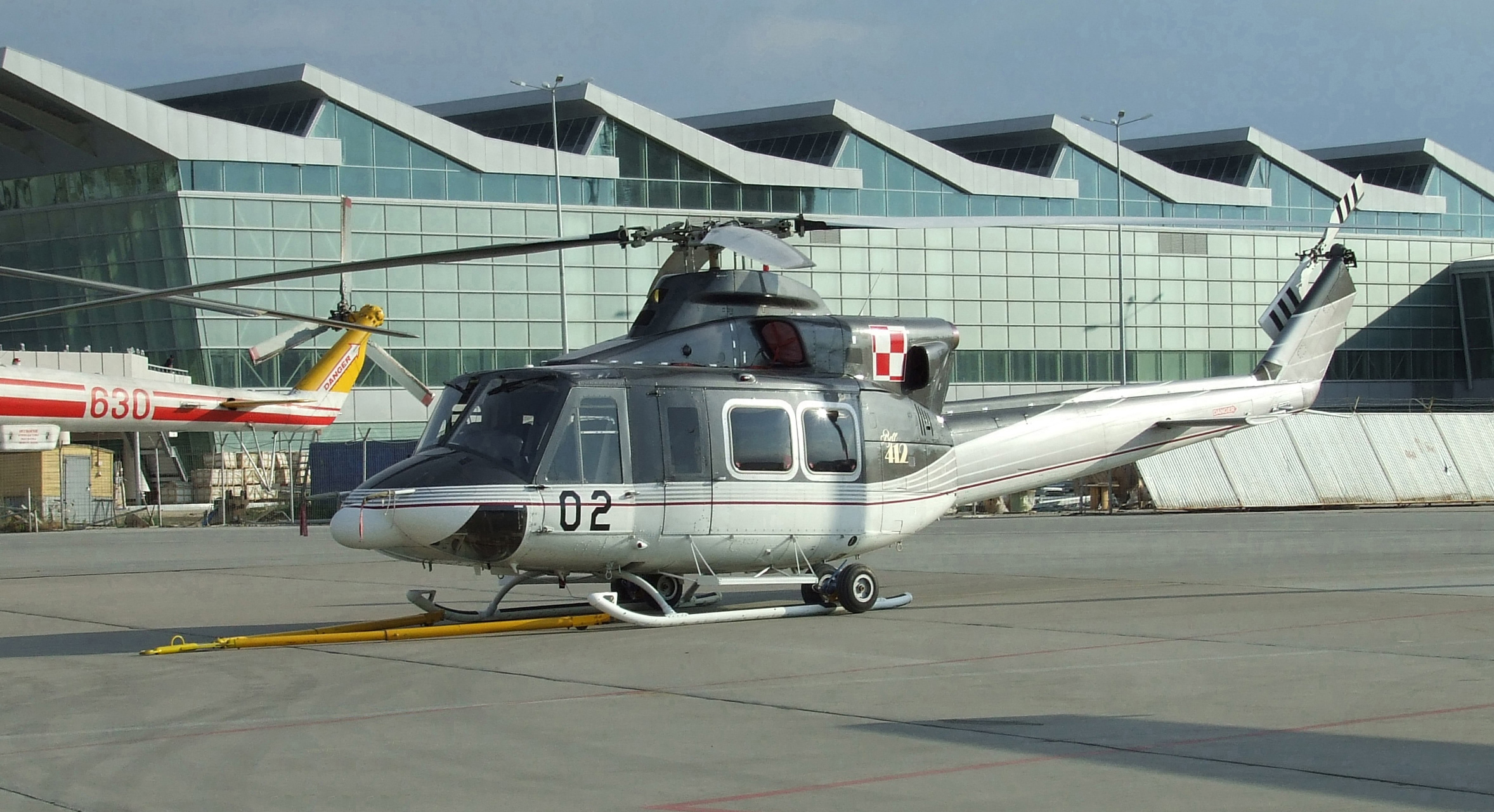
Polish Bell 412HP

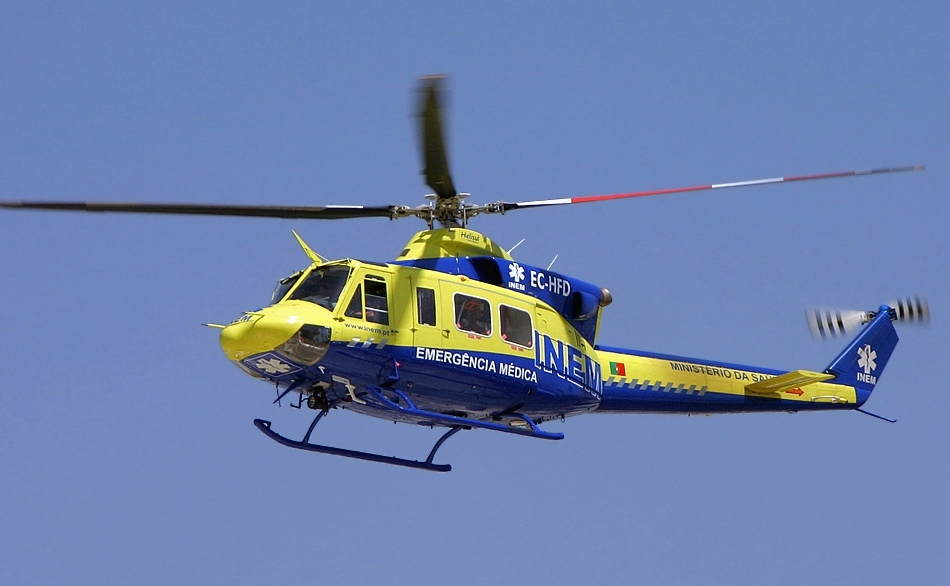
A medical 412EP provided by Helisureste

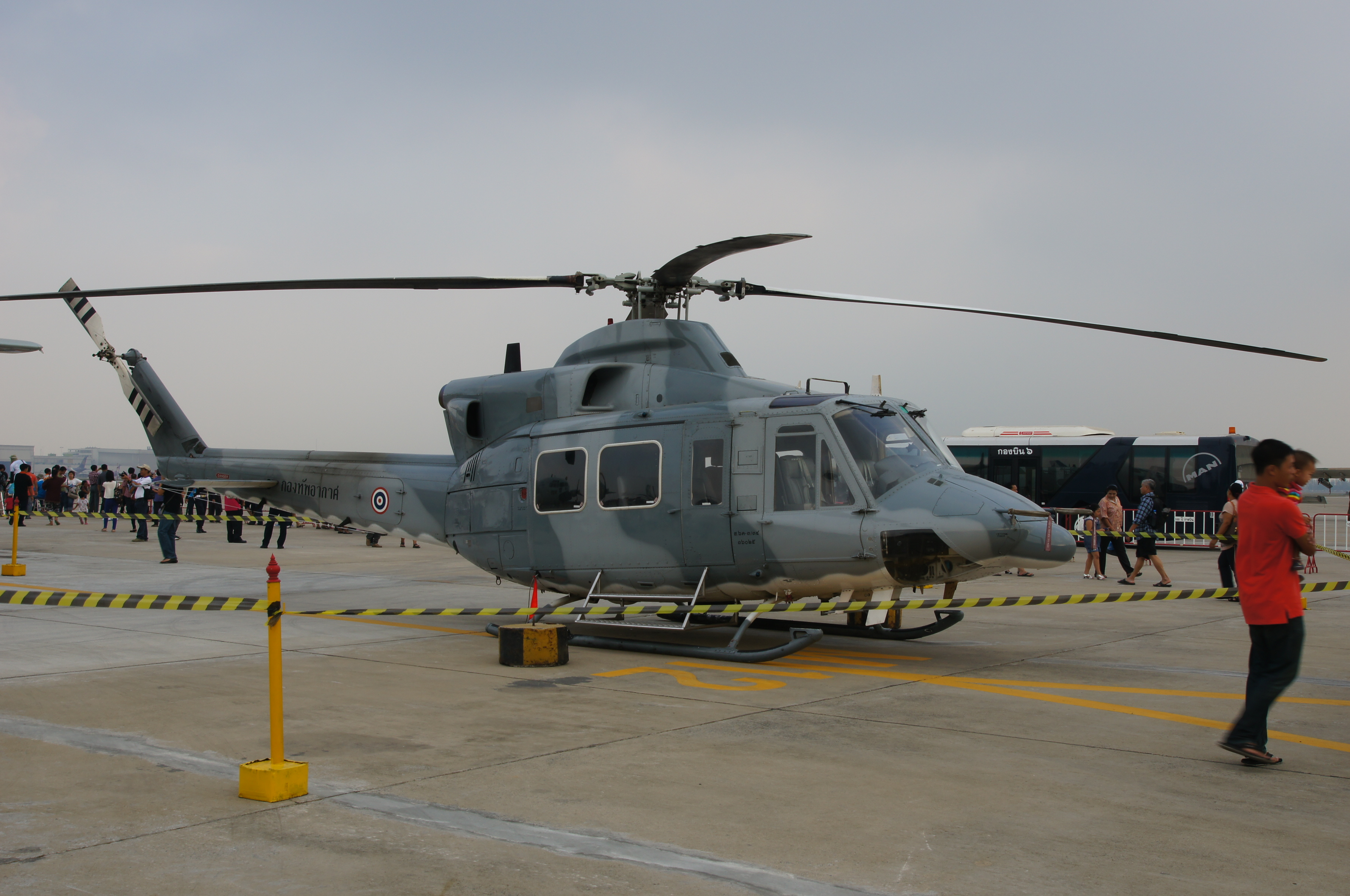
Bell 412 of the Royal Thai Air Force in 2013

- National Navy of Uruguay — Two on order[20]

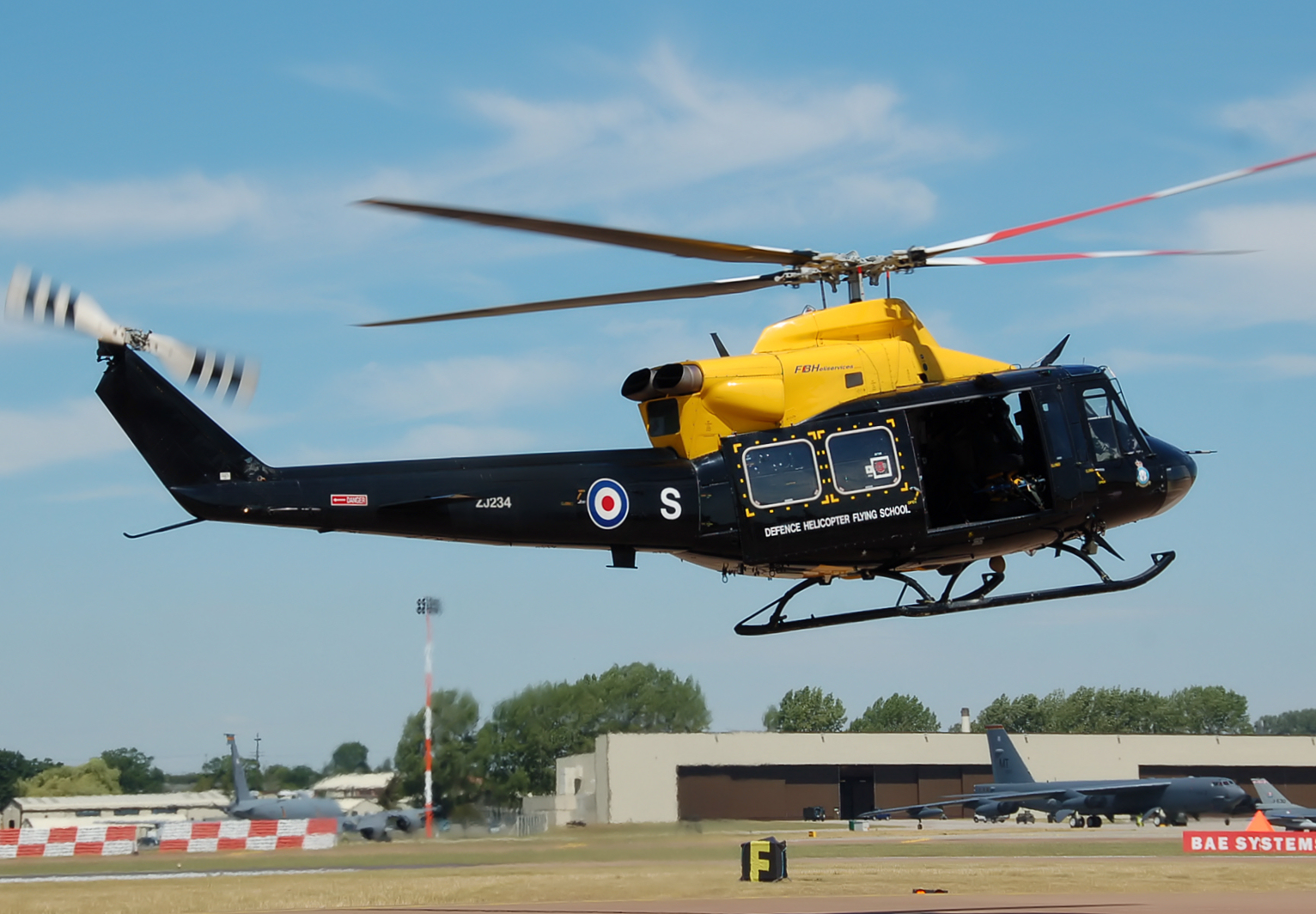
A Bell 412EP Griffin HT1 helicopter of the Royal Air Force Defence Helicopter Flying School hover taxis to the runway at RIAT 2010

 Venezuela
- Venezuelan Army[5]
- Venezuelan Navy[5][21]

 Zimbabwe
- Air Force of Zimbabwe[5]

 Việt Nam
- Không quân Nhân dân Việt Nam

### Governmental operators
Úc
- Babcock Mission Critical Services,[22]
- Department of Fire and Emergency Services[23]
- Emergency Management Queensland[24]
- New South Wales Police Force[25]
- MedSTAR[26][27]

 Brasil
- Federal Police[28]

 Canada
- Surete du Quebec[29]
- National Research Council Canada[30]
- Canadian Coast Guard

 Colombia
- National Police of Colombia[31]

 Cộng hòa Séc
- Police of the Czech Republic[32]

 Phần Lan
- Finnish Border Guard[33]

 Ý
- Carabinieri[34]

- Guardia di Finanza[35]
- State Forestry Corps[36]

 Nhật Bản
- Japan Coast Guard[37]

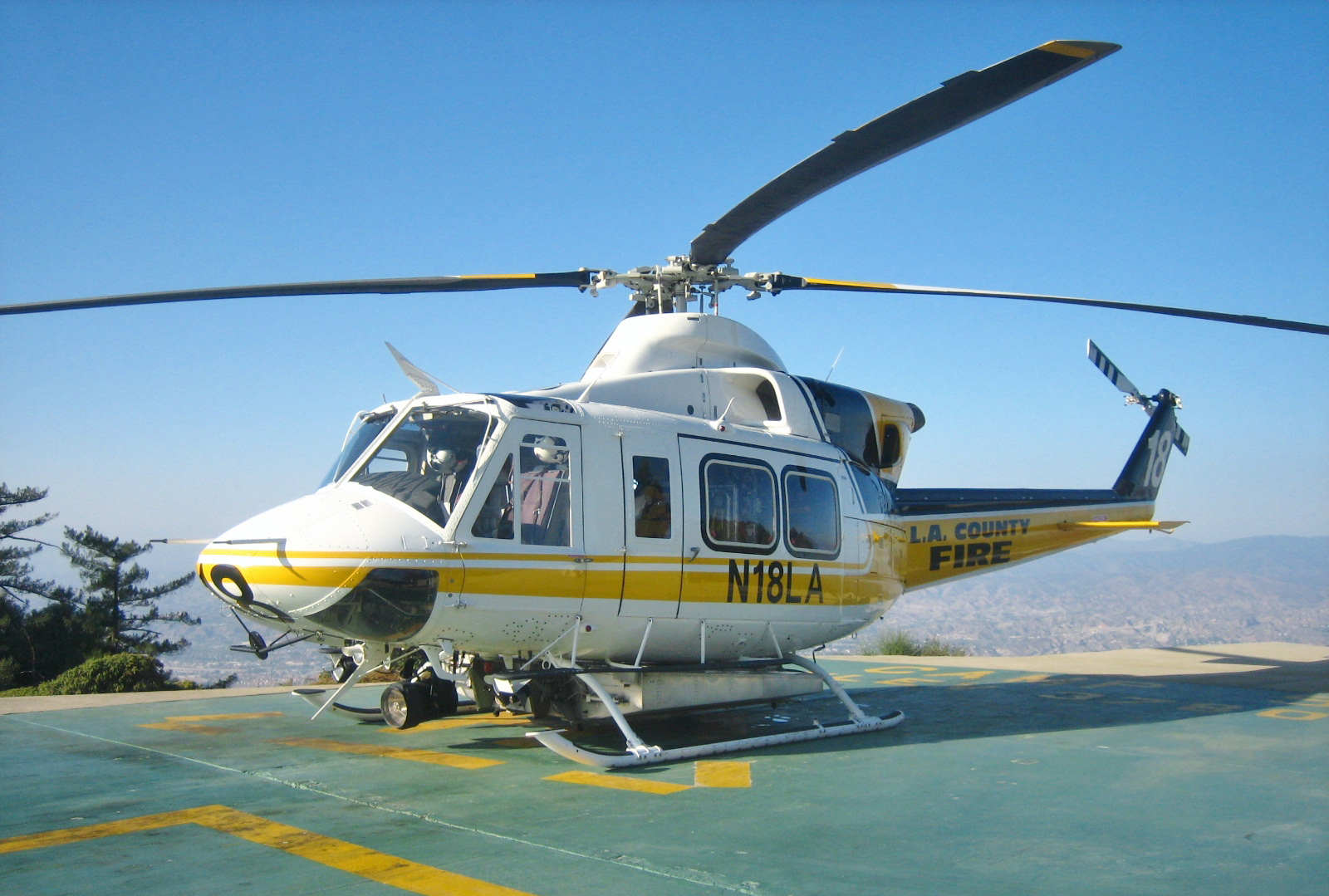
An L.A. County Fire Dept. 412 sits atop a helipad in the mountains in the Angeles National Forest.

- Tokyo Metropolitan Police Department[38]

 Slovenia
- Slovenian National Police[39]

 Hoa Kỳ
- Chicago Fire Department[40]
- Delaware State Police[41]
- Los Angeles City Fire Department[42]
- Los Angeles County Fire Department[43]
- Miami-Dade County Fire Department[44]
- New York City Police Department[45]
- Orange County Fire Authority[46]
- San Diego Fire Department[47]
- United States Park Police[48]

## Sự cố và tai nạn
Ngày 4 tháng 4 năm 1991, một chiếc Bell 412 va chạm với một máy bay nhỏ đang chở Nghị sĩ Hoa Kỳ H. John Heinz III, ông này sau đó đã tử vong.
Ngày 10 tháng 12 năm 2006, một chiếc Bell 412 dùng trong công tác y tế Vụ rơi máy bay Mercy Air 2 ở địa hình đồi núi gần Hesperia, California. Tất cả hành khách đã tử vong.
Ngày 6 tháng 2 năm 2008, một chiếc Bell 412 rơi do hư hỏng, giết chết Thiếu tướng Javed Sultan, sĩ quan chỉ huy của tiền đồn Kohat, cùng với hai brigadier và năm nhân viên quân sự ở South Waziristan, Pakistan.

## Specifications (412EP)

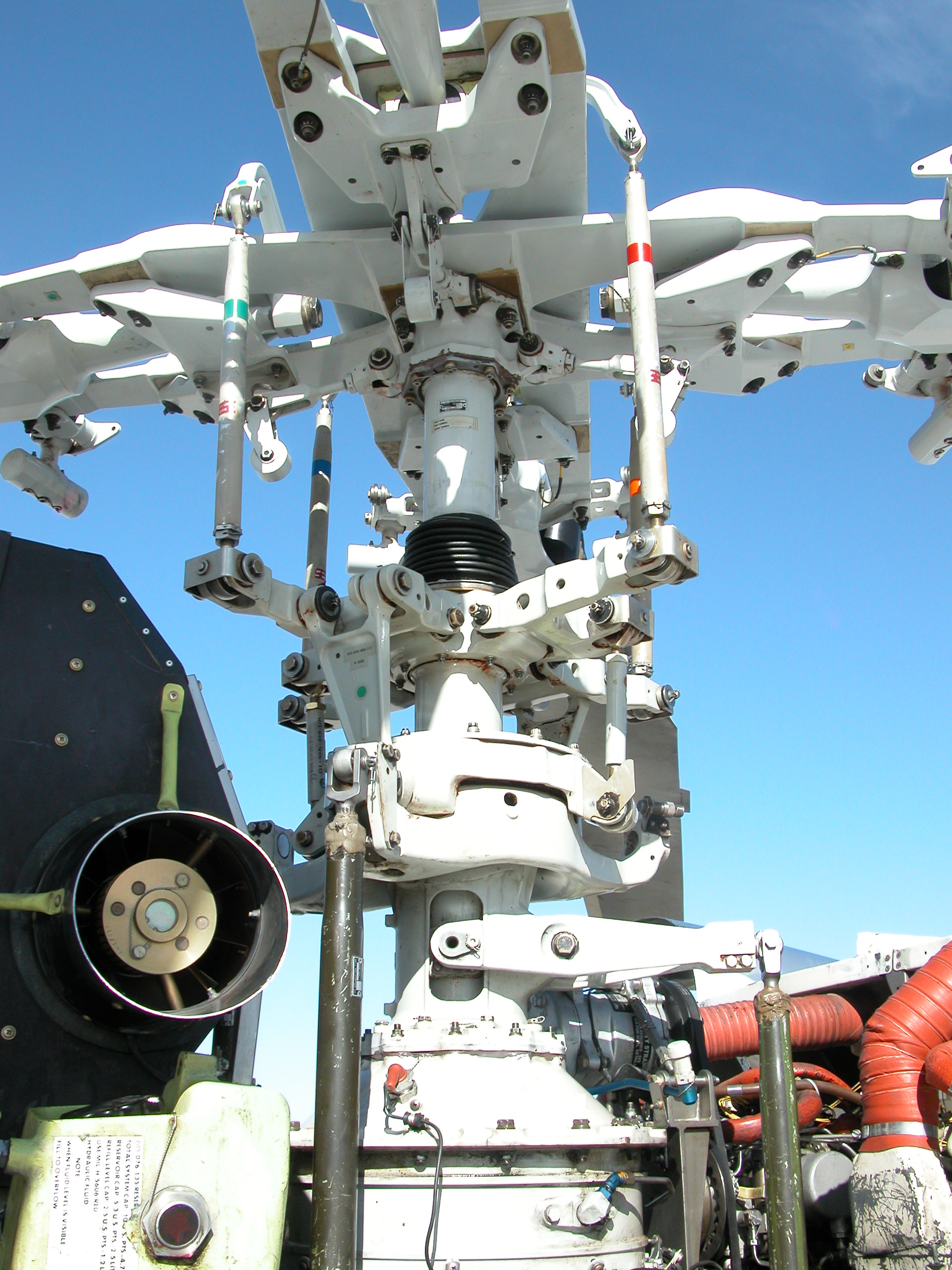
Rotor head and transmission of a Bell 412

Dữ liệu lấy từ International Directory of Civil Aircraft, Bell 412EP Product Specifications
Đặc điểm tổng quát
- Tổ lái: one-two pilots
- Sức chuyên chở: up to 13 passengers, maximum external load of almost 6,614 lb (3,000 kg)[3]
- Chiều dài: 56 ft 1 in (17.1 m)
- Đường kính rô-to: 46 ft (14.0 m)
- Chiều cao: 15 ft (4.6 m)
- Diện tích đĩa quay: 1,662 ft² (154.4 m²)
- Trọng lượng rỗng: 6,789 lb (3,079 kg)
- Trọng lượng cất cánh tối đa: 11,900 lb (5,397 kg)
- Động cơ: 1 × Pratt & Whitney Canada PT6T-3D or PT6T-3DF Twin-Pac turboshafts, 1,250 shp (932 kW), 900 shp (671 kW) for each power section
- Fuselage length: 43 ft (13.1 m)

 Hiệu suất bay 
- Vận tốc cực đại: 140 knots (161 mph, 259 km/h)
- Vận tốc hành trình: 122 knots (140 mph, 226 km/h)
- Tầm bay: 609 mi (up to 980km)
- Trần bay: 20,000 ft (6,096 m)
- Vận tốc leo cao: 1,350 ft/min (6.86 m/s)
- Công suất/trọng lượng: 0.2663 hp/lb (437 W/kg)